# Franciscus Kareu

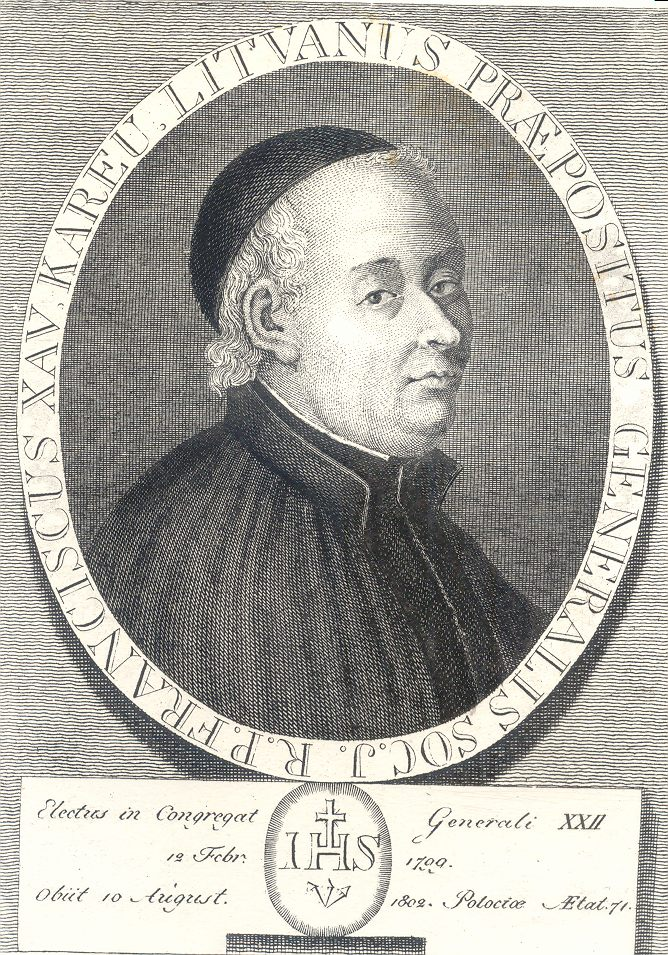
Franciscus Kareu

Franciscus Xaverius Kareu (eigentlich Franciszek Ksawery Karü, * 10. Dezember 1731 in Orscha; † 30. Juli 1802 in Polazk) war von 1799 bis 1801 Generalvikar und von 1801 bis 1802 Generaloberer der Gesellschaft Jesu.

## Leben
Er trat 1754 in Vilnius in die Gesellschaft Jesu ein. 1768 kam er in Polazk an, wo er die Architektur an der Jesuitenschule  studierte. Dort wurde er eng befreundet mit Stanislav  Chernevich  und Gabriel Lenkiewicz, zwei zukünftigen Generalvikaren in Russland, die sich um die Jesuiten in Russland nach ihrer Abschaffung im Jahr 1773 von Papst Pius VI bemühten, den Orden in Russland zu erhalten. Kareu wurde aktiv in ihren Tätigkeiten beteiligt.
Als 1772 die Jesuiten von Papst Clemens XIV. aufgelöst wurden, wurde dieses Verbot in russischen Territorien nicht umgesetzt. Die Ordensoberen dieser Territorien wurden daraufhin zu temporären Ordensgenerälen mit dem Titel eines Generalvikars, ihr Zentrum die Stadt Polazk an der Grenze der polnisch-litauischen Union zum Russischen Reich. Als am 10. November 1798 Generalvikar Gabriel Lenkiewicz, der zweite nach der Auflösung, starb, wählte die Generalversammlung am 1. Februar 1799 Kareu zu seinem Nachfolger. 1801 wurde den Jesuiten erlaubt, offiziell einen General in Russland zu wählen. Kareu wurde in seinem Amt bestätigt.
Francis Kareu starb am 30. Juli 1802 in Polazk.

## Notizen
1. ↑  Von 1782 bis 1801 trug das Oberhaupt des Jesuitenordens den Titel eines Generalvikars (siehe Catholic Encyclopedia: The Jesuits After the Restoration (1814-1912))

| Vorgänger          | Amt                                                            | Nachfolger     |
| ------------------ | -------------------------------------------------------------- | -------------- |
| Gabriel Lenkiewicz | Generalvikar und Generaloberer der Gesellschaft Jesu 1799–1802 | Gabriel Gruber |

| Personendaten    | Personendaten                                                                               |
| ---------------- | ------------------------------------------------------------------------------------------- |
| NAME             | Kareu, Franciscus                                                                           |
| ALTERNATIVNAMEN  | Kareu, Franciscus Xaverius (vollständiger Name); Karü, Franciszek Ksawery (wirklicher Name) |
| KURZBESCHREIBUNG | belarussischer Ordensgeistlicher, Generaloberer der Gesellschaft Jesu (Jesuitenorden)       |
| GEBURTSDATUM     | 10. Dezember 1731                                                                           |
| GEBURTSORT       | Orscha, heutiges Belarus                                                                    |
| STERBEDATUM      | 30. Juli 1802                                                                               |
| STERBEORT        | Polazk, heutiges Belarus                                                                    |